# اسروئن (استان رومی)

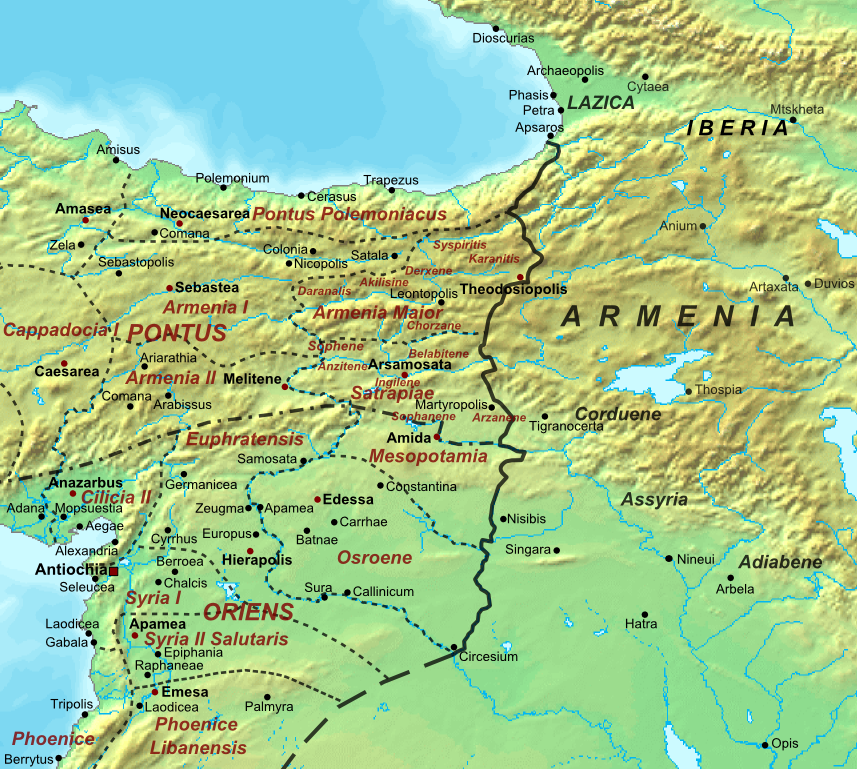
نقشه استان‌های شرقی امپراتوری روم، از جمله اسروئن، در قرن ۵ میلادی.

اسروئن یا اسروهن، (به یونانی باستان: Ὀσροηνή) یک استان رومی که برای نزدیک به ۴۰۰ سال وجود داشت.

## منطقه جنگی
در تمام دورانی که این استان پابرجا بود، مایهٔ ستیز میان رومیان و همسایگان شرقی‌شان، ساسانیان بود و آسیب فراوانی در جنگ‌های پیاپی ایران-روم می‌دید. پس از مرگ امپراتور روم، دقیانوس در سال ۲۵۱ میلادی، جنگ درگرفت و ایرانیان به این استان تاختند. در نیمه دوم دهه ۲۵۰ میلادی، شاه ایران، شاپور یکم (۲۴۰–۲۷۰ میلادی) به شرق روم تاخت آورد، که والرین (۲۵۳–۲۶۰ میلادی) از آنجا دفاع می‌کرد، که شاپور او را در ۲۶۰ در ادسا دستگیر کرد. با این حال در سال بعد، شاپور به سنگینی از اذینه پالمیرایی شکست خورد و از اسروئن و میان‌رودان بیرون رانده شد.
این استان چندین و چند بار تسخیر و سپس بازپس گرفته شد. از آنجا که این یکی از استان‌های مرزی بود، یک لژیون رومی به نام Legio III Parthica در آنجا مستقر بود و Castrum او راسائنا بود، هر چند که تردیدهایی دربارهٔ این نکته وجود دارد.
از آنجا که اصلاحات، در استان‌های چهارگانهٔ امپراتور دیوکلسین در طول دوران سلطنتش از ۲۸۴ تا ۳۰۵ قبل از میلاد، بخشی از وجه اشتراکی با ریاست قضات شرق بود، دورهٔ ریاست قضات هم نام مشابهی داشت، با توجه به اسناد موسوم به نوتیتیا دیگنیتاتوم (اسناد مربوط به اواخر امپراتوری روم که جزئیات سازمان اداری آن از شرق تا غرب را شرح داده) در اواخر قرن چهارم، می‌توان گفت که توسط یک فرماندار دارای رتبهٔ رئیس جمهور(لاتین) مدیریت شده بود، و همینطور مقر دوکس‌ (لاتین:به معنی لیدر و رهبر، نام مشابه معاصر = دوک) بین‌النهرین بود، همان کسی که به مقام مرد برجسته رسید (عنوان و نشان رسمی در اواخر دوران باستان برای توصیف بالاترین رتبه در سناتورهای روم و قسطنطنیه) و واحدهای ارتش تحت فرمان او قرار گرفتند.